# التدريب المهني في ألمانيا
التدريب المهني (بالألمانية: oplieding) 

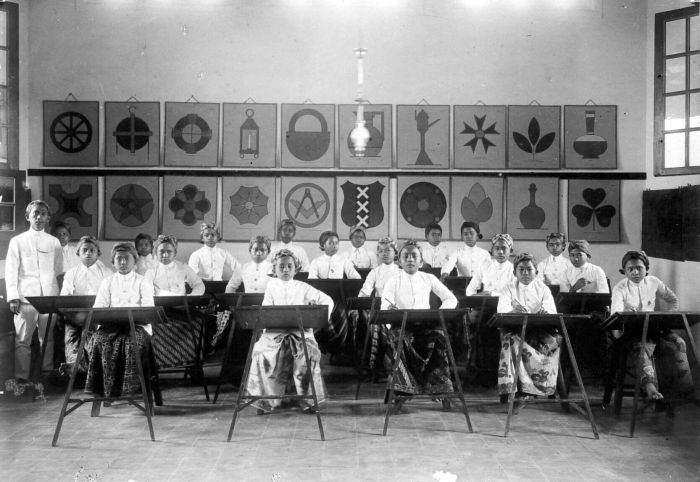

هو تدريب مهني لجميع المهن لدراستها و فهمها و يكون مدة التدريب بين سنة ونصف إلى ثلاث سنوات.
يتقاضى المتدربون على مبلغ أول سنة ليرتفع كل سنة، ويختلف المبلغ حسب المهنة.
أن يكون الشخص لديه شهادة تدريب مهني يعني سهولة في العثور على وظيفة، إضافة إلى العثور على وظيفة براتب جيد جدا،
أن يكون لديه الشخص شهادة تدريب مهني يعني انه يستطيع مزاولة تلك المهنة بكل سهولة، على عكس الذي لا يملك شهادة ولا أي معلومات عن الوظيفة.

## وصلات خارجية
- التدريب المهني «أوسبيلدونغ» في ألمانيا
- أوسبيلدونغ دي اي